# Улица Добровольцев (Санкт-Петербург)
Улица Доброво́льцев — улица в Красносельском районе Санкт-Петербурга. Проходит от улицы Чекистов до проспекта Народного Ополчения.

## История
Первоначальное её название — Ново-Ивановская улица — существовало с 1930-х годов. Ново-Ивановской она стала потому, что на другом берегу реки была Старо-Ивановская улица, возникшая несколько раньше. Обе они стали Ивановскими по реке Ивановке, которая, в свою очередь, именовалась так по деревне Ивановской, находившейся в XIX веке на участке современной улицы Добровольцев к северу от проспекта Ветеранов.
16 января 1964 года Старо-Ивановскую и Ново-Ивановскую объединили под общим названием улица Добровольцев. Как говорилось в решении Ленгорисполкома, новое наименование присваивалось «в память славных воинов-добровольцев, участников обороны Ленинграда и прорыва блокады», поскольку в этом районе названия многих проездов даны в память о Великой Отечественной войне.
Правда, при объединении двух Ивановских улиц в одну произошел некоторый конфуз. Расположенная на разных берегах Ивановки, улица представляла собой два разных проезда, проходивших на сравнительно большом расстоянии друг от друга. Это приводило к нареканиям как со стороны жителей, так и со стороны различных государственных служб. Поэтому через 11 лет, 6 июня 1975 года, часть проезда, располагавшуюся на левом берегу — бывшую Старо-Ивановскую, вновь переименовали, и она стала улицей Здоровцева. А улица Добровольцев осталась на правом берегу.
1 марта 2010 года на улице Добровольцев вблизи улицы Отважных силами ветеранов 104-го Гвардейского Черниговского Краснознамённого воздушно-десантного полка был заложен памятник, посвящённый подвигу 6 роты Псковской десантной дивизии, погибшей при выполнении боевого задания в Чечне. По проекту будет запечатлена в виде скульптур рота десантников в боевом порядке — на их лицах запечатлено спокойствие, так как они просто уходят в высоту на очередное задание и не собираются умирать. Также по задумке авторов проекта, на всём протяжении сквера, а это более 100 метров, будут скамейки для горожан. Сама высота является отвесной стеной, с обратной стороны оборудованной альпинистскими зацепами в виде скалодрома. Внизу — трибуна, флагшток с флагом России и ВДВ и вечный огонь с именами десантников. Очередное взятие высоты во время соревнований будет символизировать взятие той самой высоты.

## Объекты
1. напротив дома 54 расположены теннисные корты
2. в доме 32 располагается Храм Преображения Господня в Лигово

## Транспорт

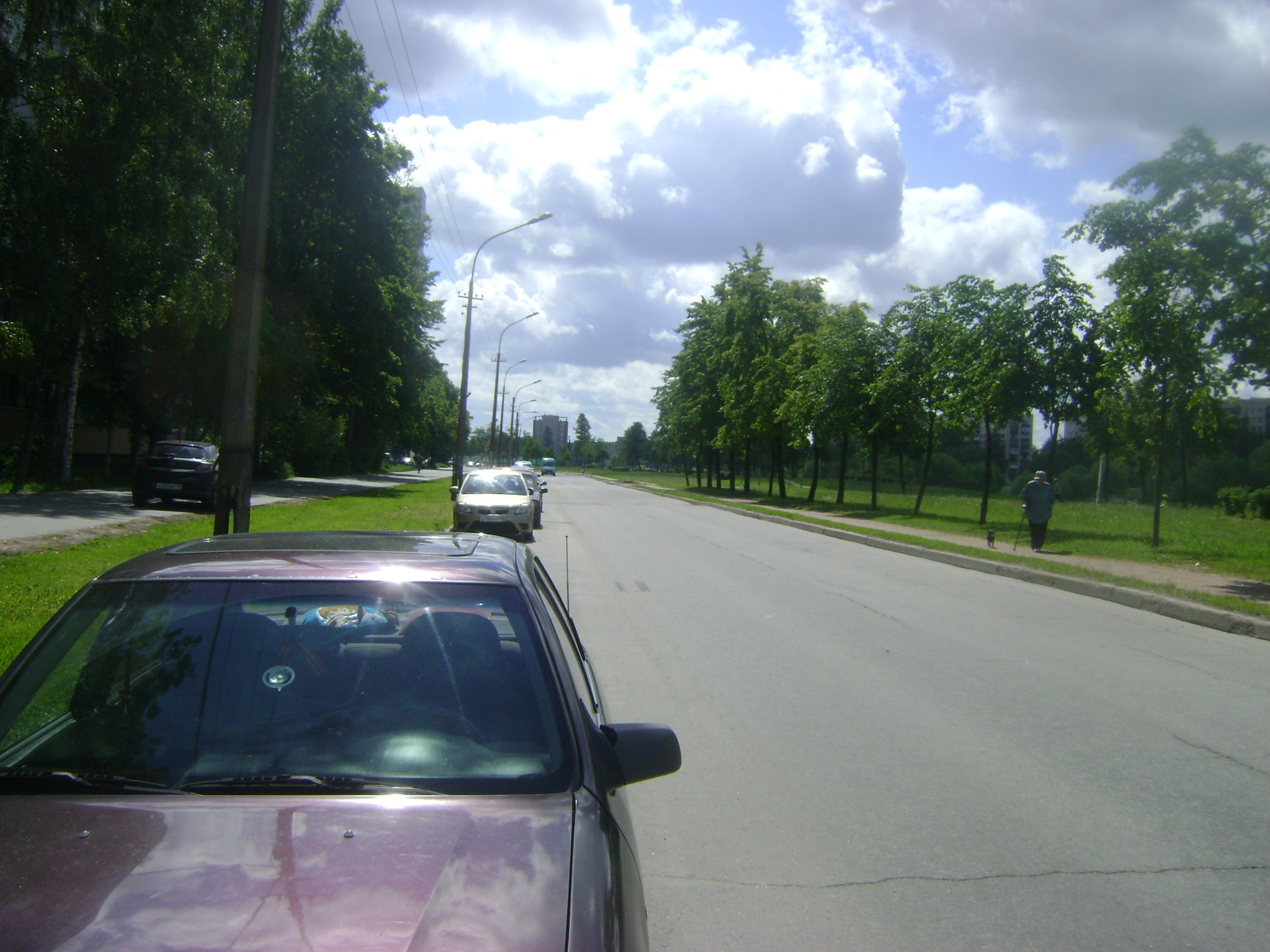

1. Метрополитен: станция «проспект Ветеранов»

- По проспекту Ветеранов:

1. Троллейбус № 37, 46
2. Автобус № 68, 68А, 130, 242, 284, 297, 329
3. Маршрутки № 635, 639б
4. Трамвай № 52

- По улице Чекистов:

1. Автобус № 87, 165, 265

- По проспекту Народного Ополчения:

1. Автобус № 87, 130, 163, 165, 203, 229, 265, 297, 333

## Пересекает следующие улицы и проспекты
1. улица Чекистов
2. улица Отважных
3. проспект Ветеранов
4. проспект Народного Ополчения